# 曽根弘介
曽根 弘介（そね こうすけ、1988年6月12日 - ）は、日本の経営者。フルスタックエンジニア。

## 略歴
2011年3月　明治大学理工学部卒業。2011年4月　株式会社アイエイアイ入社。フリーランスエージェント事業を運営するギークス株式会社に入社後、フリーランスエンジニアとして独立。2017年10月　株式会社Brocante創業。
2020年1月　株式会社Brocanteをエン・ジャパン株式会社に株式譲渡。
2021年3月　インスタントルーム株式会社を創業し、フリーランスボードを、運営している。